# Gröntjärnen (Leksands socken, Dalarna, 672662-142814)
Gröntjärnen är en sjö i Leksands kommun i Dalarna och ingår i Dalälvens huvudavrinningsområde.